# Otto Bösel
Otto Bösel (Eisleben, 12 de julho de 1913 — Wittenberg, 5 de novembro de 1975) foi um oficial alemão que serviu durante a Segunda Guerra Mundial. Foi condecorado com a Cruz de Cavaleiro da Cruz de Ferro.

## Carreira

### Patentes
Wachtmeister

### Condecorações
| Cruz de Ferro 2ª Classe                                |
| Cruz de Ferro 1ª Classe                                |
| Cruz de Cavaleiro da Cruz de Ferro 11 de junho de 1944 |